# Baetis jaervii
Baetis jaervii is een haft uit de familie Baetidae. De wetenschappelijke naam van de soort is voor het eerst geldig gepubliceerd in 2009 door Savolainen.
De soort komt voor in het Palearctisch gebied.